# 吉爾吉斯湖
吉爾吉斯湖，是蒙古西部大湖盆地的一個鹹水湖，面積1,481.1平方公里，以面積計是蒙古第四大湖泊、體積計為第二大。
湖水由南面的艾拉格湖透過一條5公里長、200-300公尺闊的特魯巴河（每年652.4年毫米）以及每年55.9毫米的降雨補充，蒸發量卻為每年937.1毫米。本湖並透過艾拉格湖與除烏布蘇湖以外的、大湖盆地其他各湖泊相連。